# رموز بريد الولايات المتحدة

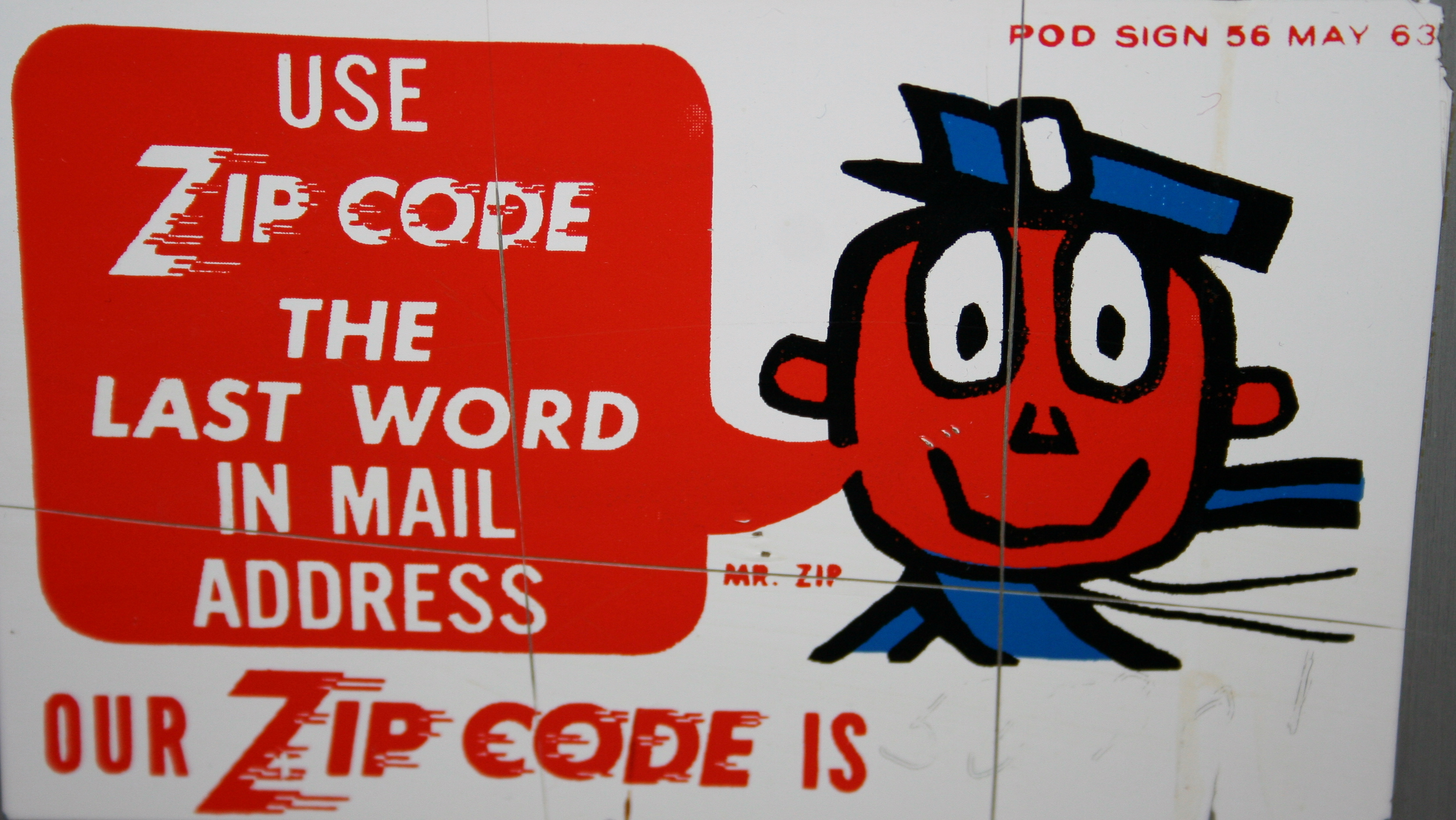

ZIP codes :هو نظام للرموز البريدية مستخدمة من قبل الخدمة البريدية في الولايات المتحدة (USPS) منذ عام 1963. المصطلح (ZIP )هو مختصر معناه (خطة تحسين المنطقة)(In English=Zone Improvement Plan) ، ويكتب بشكل صحيح بحروف كبيرة (باللغة الأنجليزية)اختيرت هذه الرموز لتشير إلى أن البريد يصبح أكثر كفاءة ، ومن ثم سيصبح أسرع عندما يستخدمه مرسلي الرسائل في العنوان البريدي. يتكون الشكل الأساسي له من خمسة أرقام عددية عشرية. طرح للأستخدام الأمتدادللرمز البريدي +4 في الثمانينيات ، ويشمل خمسة أرقام للرمزالبريدي، واصلة ألف ، وأربعة أرقام أخرى لتحدد الموقع بدقة أكثر مما لو أستخدم الرمز البريدي وحده. وسجل المصطلح (ZIP) في الأصل باعتباره علامة خدمية (وهو نوع من العلامات التجارية) من قبل الخدمة البريدية في الولايات المتحدة، ولكن تسجيله انتهى منذ ذلك الحين.